# Mil Mi-6
Die Mil Mi-6 (russisch Миль Ми-6, NATO-Codename „Hook“, deutsch: Haken) ist ein turbinengetriebener schwerer Transporthubschrauber, der in der Sowjetunion entwickelt wurde.

## Entwicklung
Erste Überlegungen zur Schaffung eines Großhubschraubers wurden im OKB-329 von Michail Mil ab Ende 1952 durchgeführt. Der offizielle Entwicklungsauftrag wurde von sowjetischen Regierungsstellen am 11. Juni 1954 vergeben. Als Erstes entstand eine Attrappe, die eine staatliche Kommission im Juni 1955 besichtigte und im Anschluss die Fortführung des Projekts bestätigte. Nach dreijähriger Entwicklungsarbeit absolvierte der Prototyp am 5. Juni 1957 mit Testpilot Rafail Kapreljan seinen Erstflug. Diesem waren umfangreiche Bodentests und ein nicht als Flug gewerteter sekundenlanger Hüpfer am 3. März vorausgegangen. Die erste öffentliche Präsentation fand während der Tuschinoer Luftparade am 20. Juli 1958 statt. Die Mi-6 war mit einer Gesamtlänge von beinahe 42 m nicht nur über zehn Jahre der weltgrößte Hubschrauber, sondern auch der erste sowjetische turbinengetriebene Hubschrauber. Während der Erprobungsphase konnten einige Rekorde aufgestellt werden, beispielsweise wurde eine Nutzlast von 20.117 kg gehoben, eine Masse, die größer ist als die Leermasse des größten nicht-sowjetischen Hubschraubers dieser Zeit, des Sikorsky S-64 Skycrane. Insgesamt wurden mit der Mi-6 zwischen 1957 und 1964 17 Weltrekorde aufgestellt.

## Konstruktion
Die Mi-6 ist in Ganzmetall-Schalenbauweise ausgeführt. Charakteristisch sind, neben den außenbords angebrachten Kraftstoff-Zusatztanks, die Stummelflügel, die im Vorwärtsflug bis zu 20 % zum Gesamtauftrieb beitragen. Außerdem zeigt die Mi-6 den typischen fünfblättrigen Hauptrotor, wie er von anderen Mustern des Konstruktionsbüros Mil bekannt ist.
Zwei Gasturbinentriebwerke vom Typ Solowjow D-25W erzeugen eine Gesamtleistung von 8090 kW, die dem Hubschrauber eine Höchstgeschwindigkeit von 300 km/h ermöglichen. Die Dienstgipfelhöhe liegt bei 4500 m, bei einer typischen Zuladung von 8.000 kg wird eine Reichweite von 620 km angegeben. Die maximale Abflugmasse beträgt 42.500 kg, die Leermasse 27.240 kg. Die Länge des Hubschraubers beträgt 41,74 m, seine Höhe 9,86 m; der Hauptrotor hat einen Durchmesser von 35 m.
Das Fahrwerk ist dreibeinig ausgeführt, wobei die doppelt bereiften Bugräder mit den Maßen 720 mm × 310 mm lenkbar gestaltet sind. Die Maße der Haupträder betragen 1325 mm × 480 mm, die Spurbreite 7,50 m und der Radstand 9,10 m.

## Einsatz

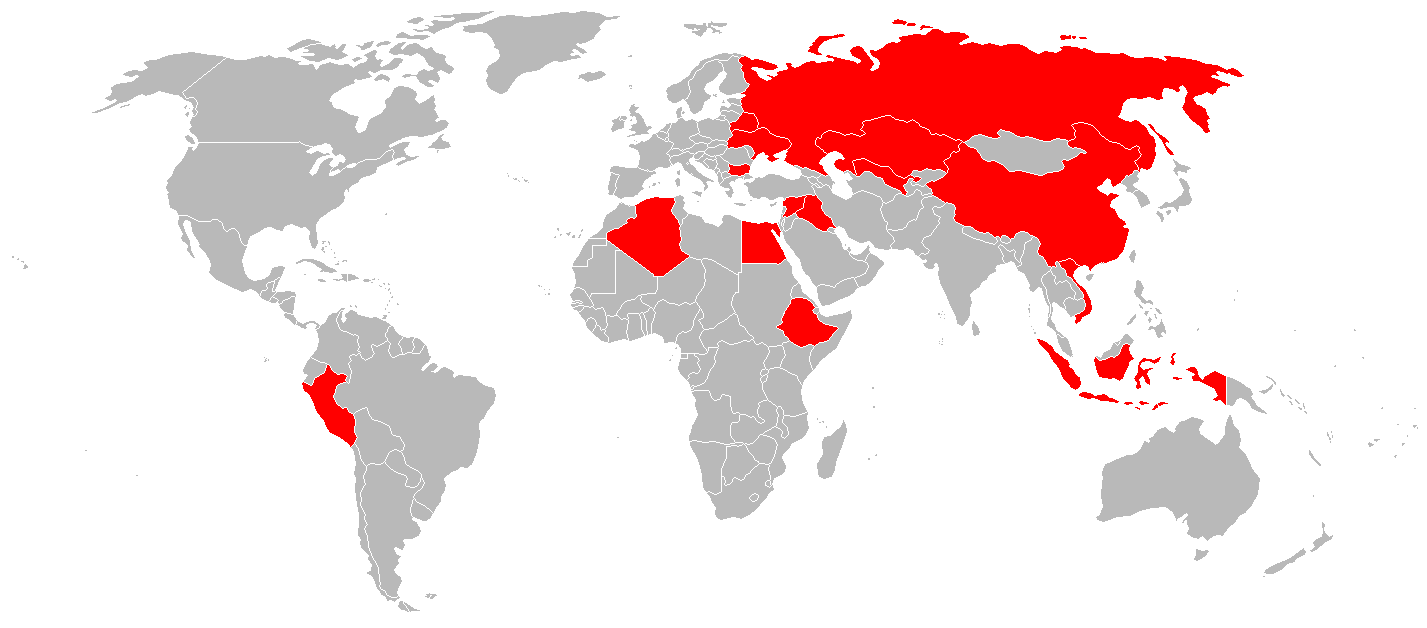
Übersichtskarte mit den Betreiberländern der Mil Mi-6

Als militärischer Transporthubschrauber kann die Mi-6 bis zu 70 Soldaten befördern, die über einen rückseitigen, zweigeteilten Laderaumzugang die Maschine schnell verlassen können. Dadurch eignet sich die Mi-6 auch zum Transport von militärischem Großgerät oder palettierten Frachten. Im Zivileinsatz hat die Mi-6 in normaler Fluglinienbestuhlung 65 Sitzplätze, bis zu 120 Personen können transportiert werden. Die interne Nutzlast ist mit 12.000 kg angegeben. Im Ambulanzeinsatz können bis zu 41 Tragen und zwei medizinische Flugbegleiter transportiert werden. Ein Lasthaken unter dem Rumpf kann Außenlasten bis zu 9000 kg tragen. Eine Einsatzrolle ist daher die des „Fliegenden Krans“ (russisch Летающий кран – Letajuschtschi kran), wobei die Firma Mil auch die speziell für diesen Zweck ausgelegte Mi-10, basierend auf der Mi-6, entwickelt hat. Trotzdem wird die Mi-6 häufig in dieser Rolle verwendet, unter anderem zur Bergung von gelandeten Wostok-Raumkapseln.
Der in über 900 Exemplaren gebaute Hubschrauber wurde in der Sowjetunion nahestehende Länder wie Ägypten, Bulgarien, Indonesien, Irak, Peru, Syrien und Vietnam exportiert.
Die Mil Mi-6 wurde in erheblichem Umfang bei der Arbeit der Liquidatoren nach der Reaktorkatastrophe von Tschernobyl 1986 eingesetzt.

## Rekorde
Mit der Mi-6 konnten von 1957 bis 1962 die im Folgenden aufgelisteten Rekorde erflogen werden.

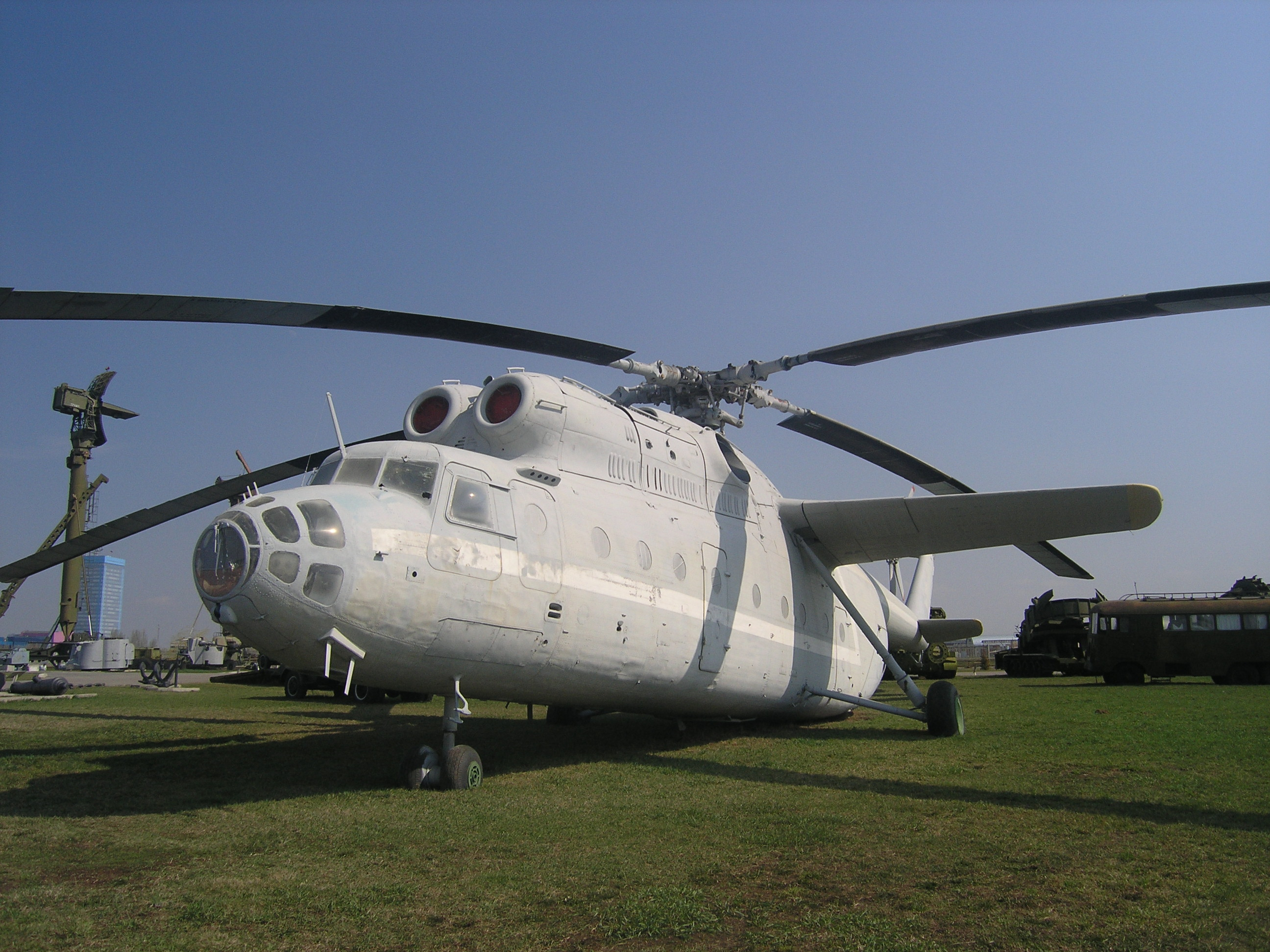
Mi-6 im Technikmuseum Togliatti

| Datum              | Pilot          | Art des Rekords                                                                           | erreichte Werte             |
| ------------------ | -------------- | ----------------------------------------------------------------------------------------- | --------------------------- |
| 30. Oktober 1957   | R. Kapreljan   | Höhe mit 10000 kg Nutzlast                                                                | 2432 m                      |
| 30. Oktober 1957   | R. Kapreljan   | größte Nutzlast auf 2000 m                                                                | 12004 kg                    |
| 16. April 1959     | S. Browzew     | Höhe mit 5000 kg Nutzlast                                                                 | 5584 m                      |
| 16. April 1959     | R. Kapreljan   | Höhe mit 10000 kg Nutzlast                                                                | 4885 m                      |
| 21. November 1959  | B. Semskow     | Geschwindigkeit auf geschlossener 100-km-Strecke                                          | 268,920 km/h                |
| 21. September 1961 | N. Ljoschin    | Geschwindigkeit über 15-(25-)-km-Distanz                                                  | 320,000 km/h                |
| 11. September 1962 | W. Koloschenko | Geschwindigkeit auf geschlossener 1000-km-Strecke mit 1000 kg (2000 kg, 5000 kg) Nutzlast | 284,354 km/h                |
| 13. September 1962 | R. Kapreljan   | Höhe mit 15000 kg (20000 kg) Nutzlast                                                     | 2738 m                      |
| 13. September 1962 | R. Kapreljan   | größte Nutzlast auf 2000 m                                                                | 20117 kg                    |
| 15. September 1962 | B. Galitzki    | Geschwindigkeit auf geschlossener 500-(1000-)km-Strecke                                   | 315,657 km/h (300,377 km/h) |
| 15. September 1962 | B. Galitzki    | Geschwindigkeit auf geschlossener 1000-km-Strecke mit 1000 kg (2000 kg) Nutzlast          | 300,377 km/h                |
| 26. August 1964    | B. Galitzki    | Geschwindigkeit auf geschlossener 100-km-Strecke                                          | 340,150 km/h                |

## Technische Daten

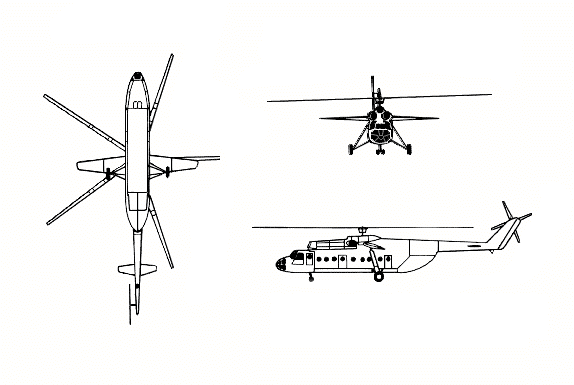
Dreiseitenriss

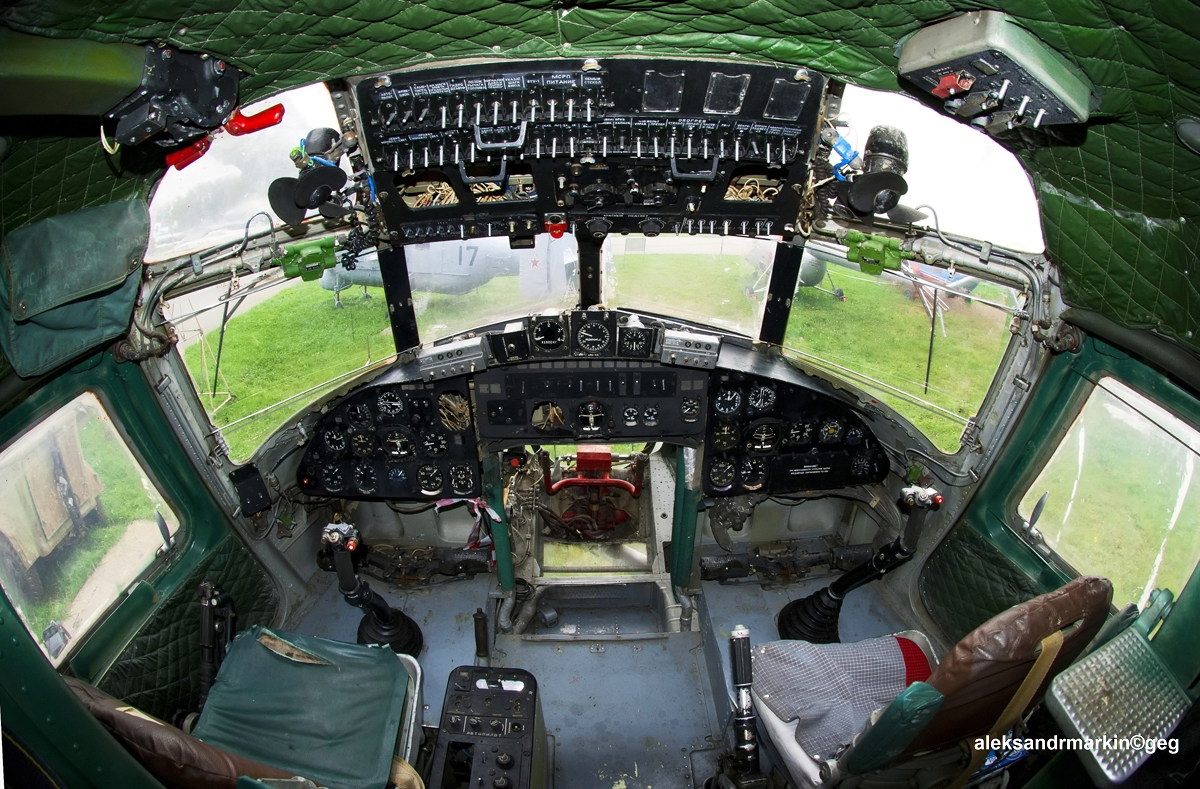
Cockpit einer Mil Mi-6

| Kenngröße                     | Daten                                                                                             |
| ----------------------------- | ------------------------------------------------------------------------------------------------- |
| Besatzung                     | 5                                                                                                 |
| Passagiere                    | 65                                                                                                |
| Länge                         | Rumpf: 33,18 m gesamt: 41,74 m                                                                    |
| Spannweite                    | 15,30 m                                                                                           |
| Höhe                          | 9,86 m                                                                                            |
| Rotorkreisdurchmesser         | Hauptrotor: 35,00 m Heckrotor: 6,30 m                                                             |
| Rotorkreisfläche              | 961,63 m²                                                                                         |
| Tragschraubenflächenbelastung | 44,19 kg/m²                                                                                       |
| Kabinenmaße                   | Länge: 12,00 m Breite: 2,60 m Höhe: 2,50 m Volumen: 80,00 m³                                      |
| Leermasse                     | 27.240 kg                                                                                         |
| Nutzlast                      | normal 9.000 kg bei Außenlast maximal 12.000 kg                                                   |
| Startmasse                    | normal 40.500 kg maximal 42.500 kg                                                                |
| Antrieb                       | zwei Gasturbinen Solowjow D-25W (TB-2BM)                                                          |
| Leistung                      | je 4.101 kW (5.500 WPS)                                                                           |
| Kraftstoffvorrat              | normal 12.650 l maximal 18.250 l                                                                  |
| Leistungsbelastung            | bis 4,52 kg/WPS                                                                                   |
| Höchstgeschwindigkeit         | 300 km/h                                                                                          |
| Reisegeschwindigkeit          | 250 km/h                                                                                          |
| Dienstgipfelhöhe              | 4.500 m                                                                                           |
| Reichweite                    | 1.050 km mit vollem Kraftstoffbehälter 620 km mit 8.000 kg Zuladung 200 km mit 12.000 kg Zuladung |
| Flugdauer                     | maximal 5 h                                                                                       |

## Bewaffnung
Als schwerer Kampfzonentransporter konnte die Mi-6 mit einem Maschinengewehr im Bug bewaffnet werden.
- 1 × NUW-1 12,7-mm-Maschinengewehr Afanasjew A-12,7 (9-A-016P) mit 200 Schuss Munition